# اریستائوس
اَریستائوس (به یونانی: Ἀρισταῖος Aristaios) در اساطیر یونانی ایزد شبانی یونان باستان، فرزند آپولون و نیمفی شکارچی به نام کایرین است، اما نام اورانوس نیز به عنوان پدرش ذکر شده‌است. او ایزد حامی شکار، کشاورزی، گیاهان دارویی، دامداری، پنیر سازی، و به ویژه زنبورداری و می‌انگبین به‌شمار می‌رود. اریستائوس همچنین به بشریت چگونگی پرورش زیتون را آموخت. نام او برگرفته از کلمهٔ یونانی اریستوس «aristos»، به معنی بهترین یا عالی‌ترین است.
اریستائوس با آتونوئه، دختر کادموس، پادشاه و بنیان‌گذار شهر تب ازدواج کرد. آن‌ها صاحب چندین فرزند به نام‌های آکتئون، ماکریس و پولی‌دوروس شدند. هنگامی که اریستائوس به دنیا آمد، بوسیلهٔ هرمس برده شد. او توسط هرمس از نکتار و امبروسیا تغذیه می‌کرد در حالی که گایا به او جاودانگی بخشید. نیمف‌ها نیز به او چگونگی تهیه پنیر، پرورش زنبور عسل و بسیاری از هنرهای دستی دیگر را آموختند. پس از اینکه بزرگتر شد، به شهر تبای در منطقه باستانی بویوتیا رفت، جایی که از کیرون و میوزها علم طبابت و شفا و همچنین پیش‌گویی را فرا گرفت. اریستائوس ایزدی صغیر به‌شمار می‌رفت، اما در نقاط مختلف یونان پرستش می‌شد، از جمله تسالی، بویوتیا و به خصوص در دریای اژه، ایونیا و دریای آدریاتیک که زمانی پلاسجی‌ها ساکنان آنجا بودند. او همچنین به عنوان نگهبان گله‌ها، چوپانان، مزارع تاک و زیتون مورد پرستش قرار می‌گرفت.
اریستائوس همچنین به دلیل اینکه شیفتهٔ زیبایی ائورودیکه، همسر نوازنده نامدار یونانی اورفئوس شده بود، به دنبال او افتاد. ائورودیکه هنگامی که در حال فرار از دست اریستائوس بود، بوسیلهٔ گزیده شدن یک مار، جان خود را از دست داد و روانه دنیای زیرزمین شد. این مسئله آغاز داستان ماجراجویی اورفئوس و سفرش به دنیای زیرین بود.